# Anarquia militar
L'Anarquia militar és un període de la Crisi del segle iii que va assolar l'Imperi Romà entre el 235 i el 270, en la qual regnaren una multitud d'emperadors sense poder. En aquest període també s'intensificaren les invasions bàrbares (gots, alamans, francs), i els primers intents de desmembrament de l'imperi. A l'altra punta de l'imperi, els sassànides reemplaçaren els parts a l'Orient en la seva hostilitat amb Roma.

## Maximí el Traci
Mort Alexandre Sever, el darrer emperador de la Dinastia Severa, Maximí el Traci, d'origen got, conegut com el Ciclop, va ser proclamat emperador a Magúncia el 235 i es va trobar amb una invasió recent dels germànics Alamans en el territori fronterer dels Agri Decumates (234).
El mateix any de l'accés al tron de Maximí, Udainath Ben Hairan va succeir al seu pare en el govern de Palmira, a l'Orient. Maximí, escollit per les tropes però que no havia desenvolupat anteriorment cap dignitat de rang senatorial o eqüestre, va tenir com a divisa del seu govern el mantenir el favor de l'exèrcit (era un dels generals més populars, i havia ingressat a l'exèrcit a la guàrdia de l'emperador Sever, que el va elegir per la seva corpulència) i va ignorar completament al Senat, qui per la seva part li va mostrar la seva hostilitat. Durant el seu govern hi va haver freqüents execucions i va multiplicar les requises per proveir a les tropes. El 236 va aconseguir recobrar el territori dels Agri Decumates, i va començar una guerra contra els dacis (236-238) i contra els sàrmates (237- 238). El 237 els perses sassànides van envair novament Mesopotàmia. El General Emperador va triomfar contra els dacis i sàrmates (238), però simultàniament els carps i gots van envair Mèsia Inferior.

## L'any dels sis emperadors
La situació era delicada. El sosteniment de l'exèrcit exigia majors aportacions, i els terratinents de la província d'Àfrica van ser els primers a reaccionar; aprofitant el descontentament creat per les condemnes i execucions ordenades per un procurador imperial, els terratinents i la joventut de Tisdre (centre productor d'oliva) van organitzar una revolta amb els seus familiars, clients, esclaus i addictes, donant mort al governador provincial

### Gordià I i Gordià II
Es va proclamar Emperador a l'ancià procònsol Gordià I (descendent dels Gracs, i que era a Tisdre) qui per la seva edat, va associar al govern al seu fill Gordià II. Quan es va saber la rebel·lió d'Àfrica, el Senat, hostil a Maximí, va reconèixer al nou Emperador. El governador de Numídia, Capel·lià, partidari de Maximí, va marxar sobre Cartago i va derrotar les forces locals i les forces reclutades pels terratinents, morint en la lluita Gordià II. El pare d'aquest, Gordià I, que tenia 80 anys, en conèixer la notícia, es va suïcidar.

### Balbí i Pupiè, i Gordià III
El Senat va mantenir la seva hostilitat a Maximí, i va designar Emperadors conjunts a Dècim Celi Balbí (distingit senador) i Marc Clodi Pupiè Màxim (destacat militar), als quals poc després, i sota pressió popular, es va afegir un tercer Emperador, Gordià III (de 13 anys), fill de Gordià II. Maximí, que havia designat "Cèsar" a Juli Ver Màxim, va marxar a Itàlia per imposar allà la seva autoritat, però va ser derrotat per les forces lleials al Senat a Aquileia, i els seus propis soldats el van assassinar, i també a Ver Màxim.
Balbí i Pupiè van quedar de fet com a emperadors doncs Gordià III era massa jove, però aviat es van enemistar entre ells i van donar lloc a les conspiracions dels pretorians. Una primera rebel·lió va fracassar, però en un segon intent els dos Emperadors van ser assassinats i Gordià III, que comptava amb el suport popular, va ser reconegut com a únic Emperador. El prefecte del Pretori, Furi Sabí, va reorganitzar l'exèrcit i va aconseguir rebutjar als carps, gots i perses sassànides. El 240 es van produir combats fronterers amb els francs a la regió de Magúncia (els francs entraven per primer cop a la història), i els gots van tornar a efectuar incursions a Tràcia i Mèsia que van ser rebutjades, i a l'any següent (241) els sassànides atacaren la província d'Osroene (a Mesopotàmia) i amenaçaren Síria. Gordià es va casar amb Tranquil·lina, filla de Timesiteu, prefecte del Pretori, sota consell del qual va expulsar de la cort als eunucs, i va organitzar una forta expedició contra els perses. Aquests van ocupar la resta dels territoris romans a Mesopotàmia, i una part d'Armènia (242). Les forces romanes i les perses es van enfrontar, i en una batalla a prop de l'Eufrates va morir Timesiteu (probablement el 243) succeint-lo al càrrec un àrab anomenat Marc Juli Felip, qui aviat es va enfrontar a Gordià III, i poc després es creu que el va fer assassinar (244), si bé la versió persa parla que Gordià va morir en combat contra els sassànides.

## Felip l'Àrab
Marc Juli Felip, conegut com a Felip l'Àrab, es va proclamar Emperador i va ajustar una pau amb Pèrsia que comprenia el pagament d'una forta suma i el lliurament d'un tribut. Sigui com sigui Felip l'Àrab va ser aclamat Emperador per les legions i va designar "Cesar" al seu fill Marc Juli Filip.
Felip va tractar de fer-se reconèixer pel Senat, que després de certes vacil·lacions, va accedir. Va concloure probablement la pau amb Pèrsia (encara que es va difondre el rumor que la pau havia estat ajustada per Gordià abans de la seva mort), i de fet va renunciar tàcitament a Mesopotàmia i a part d'Armènia ja ocupades pels sassànides. El 246 el seu fill Filip va rebre el títol d'"August" és a dir coemperador. Però en diverses províncies van sorgir pretendents, sense que el reconeixement del Senat als Felip pogués impedir-ho.
Les legions d'Orient es van sublevar el 248 i van proclamar a Papiè, però els rebels van acabar sotmetent-se; poc després (ja el 249) les legions de Pannònia i Mèsia (temoroses dels invasors gots que havien envaït la regió des de feia uns mesos) van proclamar Emperador al centurió Pacatià, i les del sud de la Gàl·lia van proclamar a Claudi Marci. Felip va enviar contra els rebels de Pannònia i Mèsia (i per frenar als gots que des de feia uns mesos assolaven la regió) al general panoni (nascut a Budalia, prop de Sírmium) de rang senatorial C. Mesi Quint Trajà Deci, emparentat per matrimoni a una antiga família italiana. L'any 248 els sàrmates van envair Dàcia i com ja hem indicat, a l'any següent també els gots van efectuar incursions a la regió del Danubi. Quan el general Deci va arribar a la zona Danubiana, les legions van abandonar a Marí, que va ser assassinat, i van proclamar Emperador per la força a Deci.
Aquest no es va enfrontar a sàrmates i gots, sinó que va dirigir les seves forces a Itàlia, amb intenció de renunciar a la corona després de prendre algunes mesures urgents, però Felip, desconfiant d'ell, li va sortir a l'encontre amb tropes, però Deci les va derrotar a Verona (249), on Felip va morir en la lluita i Deci va ser reconegut Emperador pel Senat (no és segur si Marc Juli Filip va morir a la mateixa batalla o va ser assassinat a Roma pels pretorians quan es va conèixer la mort del pare). Després de posar fi a la rebel·lió de Pacatià i dictar mesures contra la secta oriental dels cristians (que ells van anomenar la "setena persecució") dictant el primer edicte general contra la nova religió, va preparar una expedició al Danubi per combatre els gots (250- 251). El 250 Hairan o Havian II ben Odenat va succeir al seu pare en el govern de Palmira i en aquest mateix any Deci va nomenar "Cèsar" al seu fill Herenni Etrusc i el va enviar al Danubi. A Síria es va sublevar Jotapià, que es va proclamar Emperador, però va acabar vençut i executat. El 251 la lluita contra els gots, a Mèsia i Tràcia, va adquirir protagonisme (van ocupar diverses ciutats i van derrotar Deci i a Volusià a Berea de Macedònia. El governador de Tràcia, Gai Juli Prisc, es va proclamar Emperador. Deci va partir de Roma, reunint-se amb Volusià, i després de derrotar Prisc, es va enfrontar als gots, aconseguint vèncer-los repetidament, fins que en una última batalla en Abritium (Dobrudja) van trobar la mort (novembre del 251).
El governador de Mèsia, Gai Vibi Trebonià Gal, va ser aclamat Emperador, i va associar al govern a Hostilià, un altre fill de Deci. Trebonià, comprenent que era difícil combatre els gots, els va comprar la pau, oferint-los-hi una gran quantitat d'or si es retiraven (251). Els gots no van respectar el tractat i van tornar a envair la Mèsia, però van ser rebutjats pel seu governador Marc Emilià, que va prometre als legionaris els diners que havien de lliurar-se als gots; després de la victòria els legionaris el van aclamar Emperador (252). A Roma mentrestant, es va desencadenar una epidèmia de pesta que es va estendre a altres províncies (del 252 al 266), i va morir el Cèsar Hostilià. Trebonià Gal va associar llavorsa l'imperi al seu propi fill Volusià, i va preparar la lluita contra el seu rival Marc Emilià. Mentrestant els sàrmates tornaven a assolar Dàcia (252), i a Palmira moria Havian II al que va succeir el seu germà Odenat II, casat amb Zenòbia. L'any 253 Gal va enviar contra Emilià al general i senador Publi Aureli Licini Valerià, que més tard seria proclamat emperador amb el nom de Valerià I. Trebonià Gal i el seu fill Volusià van acudir a sotmetre els rebels personalment, però les seves tropes es van passar a Emilià, i Gal i Volusià van morir a mans dels soldats a Terni (febrer del 254). Emilià va quedar com a únic Emperador, sent reconegut pel Senat. Els alamans i francs van travessar el Rin i van penetrar en Les Gal·lies, i Emilià no va trigar a ser assassinat pels seus propis soldats a Spoleto.

## Valerià I i Gal·liè: Primera partició de l'Imperi
Valerià I, que va ser reconegut Emperador pel Senat, va designar "Cèsar" al seu fill Publi Licini Gal·liè, a qui va confiar poc després el govern de les províncies occidentals, amb el títol d'"August" iniciant així un fraccionament de l'Imperi que acabaria sent definitiu. Gal·liè va rebutjar als alamans quan ja penetraven a Itàlia, però el seu pare no va poder impedir les incursions dels gots que arribaren fins i tot a la costa de l'Àsia Menor (a més de Mèsia, Tràcia i Macedònia), ni tampoc una incursió del poble dels boranis (que des de Crimea van travessar en vaixells la mar Negra) i encara que va ser inicialment rebutjada van acabar ocupant Trebisonda l'any 253. Gal·liè va combatre amb fortuna i va expulsar els alamans i francs (254) però va haver de fer front a una nova amenaça: les incursions dels nòmades a la província d'Àfrica, als que va aconseguir derrotar completament després de sis anys de combats 254-260. Valerià va controlar als gots i altres pobles, i va fer front a les incursions dels sàrmates, que el 254 van dirigir els seus atacs cap a Pannònia.
A partir del 255 Valerià va haver de dirigir la seva atenció a la frontera persa, perquè les posicions romanes a Armènia, Síria i Capadòcia estaven amenaçades pels sassànides; els gots van renovar les seves incursions. El 257 es va produir una nova onada de repressió contra la secta dels cristians (anomenada la "vuitena persecució", que va acabar més tard per ordre del seu fill Gal·liè quan aquest va arribar a Emperador) i el mateix any es va produir el famós incident d'Antioquia, ciutat ocupada pels perses, quan part de la població estava al teatre, se'n va adonar de la conquesta quan ja els perses havien pres la ciutat.
El 258 el governador de les Gàl·lies, Marc Casià Latini Pòstum, es va sublevar i les legions el van proclamar Emperador a Trèveris, mentre les legions de Pannònia proclamaven emperador a Decim Leli Ingenu (o Inganul). Pòstum es va apoderar de la Tarraconense (cap al 259) i altres províncies, governant fins al 267, i en aquell any el va succeir el seu fill Victorí, del que no se sap si també va dominar la Tarraconense.
Mentrestant Valerià va combatre durament amb els perses (258-260) fins que va ser capturat "més enllà de Carrhae i d'Edesa" morint en el captiveri sense que se sàpiga ni quan ni com; juntament amb l'emperador van ser capturats el prefecte del pretori, diversos senadors i oficials de la legió, a tots els quals els perses (segons la seva pròpia versió) van deportar a Pèrsia; es creu que Valerià va ser objecte de tota classe d'humiliacions i va morir cap al 269, però la versió que ho assegura és poc fiable; després d'això van ser devastades i ocupades totalment o parcialment Síria, Cilícia i Capadòcia. Els gots simultàniament havien renovat les seves incursions cada vegada més audaces i devastadores (el 259 van arribar fins a Atenes), i els sàrmates continuava igualment els seus atacs a Pannònia.
Gal·liè a l'Occident va haver d'abandonar les regions renanes, el govern de les quals va confiar al seu fill Saloní, qui va intentar sotmetre a Pòstum (259), i aprofitant aquestes lluites els alamans i francs van tornar a penetrar a les Gàl·lies (es creu que els francs havien entrat com a mercenaris de Pòstum encara que després van actuar pel seu compte). Els alamans es van apoderar del Nòric i Rècia. Pòstum es va apoderar del quarter general de Saloní a Colònia que va ser capturat i executat. Llavors Pòstum va poder estendre la seva autoritat a la Tarraconense, al nord d'Itàlia i a Britànnia. El 260 els alamans es van apoderar d'Helvècia o Rècia, i els quades del nord de Pannònia, el governador de la qual, Ingenu, s'havia proclamat Emperador.

## L'anarquia
Després de la desaparició de Valerià l'anarquia més completa regnava a l'Imperi: Gal·liè (un dels Emperadors més civilitzats de l'època, que va protegir el filòsof Plotí i probablement a altres representants de la cultura, va escriure versos en grec i llatí i es va sentir atret per la cultura grega arribant a ser arcont d'Atenes i es va iniciar en els misteris d'Eleusis) es va proclamar Emperador únic, però altres li disputaven el poder, especialment Pòstum i Ingenu, però també Pisó Tessàlic (que es va proclamar Emperador a Tessàlia), Valent Tessalònic (proclamat a Acaia), el General Fulvi Macrià conegut com a Macrià Major i els seus fills Macrià II (Macrià Menor i Gai Fulvi Quiet (reconeguts a Egipte), el daci Quint Noni Regilià (aclamat a Mèsia Segona) i Publi Casi Regalià, descendent d'Avidi Cassi (aclamat a Mèsia Primera i que va associar al tron a la seva mare). També s'esmenta a un tal Saturní, assassinat després pels soldats que el van elegir, en intentar imposar una disciplina rígida.
Els perses estaven assolant Cilícia, Síria i Capadòcia. Valent va aconseguir derrotar Pisó (que abans de proclamar-se Emperador havia estat partidari de Macrià i enviat per aquest contra Valent, llavors fins i tot partidari de Gal·liè) però va ser assassinat a les sis setmanes pels seus propis soldats. Ingenu va ser derrotat per Gal·liè i es va suïcidar. Regalià es va sostenir a Mèsia fins que es va sotmetre el 263. Regilià va morir en combat també el 263. Macrià Major es va traslladar a Il·líria per combatre a Gal·liè, però també va ser derrotat i es va suïcidar (261), morint també el seu fill Macrià II; va quedar únicament Gai Fulvi Quiet com a Emperador a Orient, però vençuts els seus partidaris (entre ells el General Calist) amb l'ajuda de Odenat II de Palmira, Fulvi Quiet va haver de refugiar-se a la ciutat de Palmira, governada per Odenat i la seva esposa Zenòbia, on va ser executat. Odenat, va aconseguir rebutjar als perses (262), apoderant-se dels territoris abandonats per ells (Síria i Mesopotàmia). El prefecte d'Alexandria, Mussi Emilià, es va proclamar Emperador (262) però va ser derrotat pel General Teodot, addicte a Gal·liè. A Àfrica es va rebel·lar Tit Corneli Cels que també va prendre el títol real, però els habitants d'una ciutat addicta a Gal·liè es van sublevar i Cels va morir en la lluita (262). Gal·liè, hàbil polític, va associar al tron a Odenat, i li va concedir el govern d'Orient. En aquests anys els francs van penetrar a la Gàl·lia i la Tarraconense, i els gots, hèruls i sàrmates van continuar les seves devastacions.
Mentrestant Pòstum, governant de la Tarraconense, va associar (265) al govern als seus dos fills Victorí i Pòstum II. Cap al 266 Odenat II de Palmira, després de vèncer repetidament als perses, dominava Síria, Mesopotàmia, Cilicia, Aràbia, Capadòcia i part d'Armènia. Un pirata de Cilicia, Trebel·lià, es va proclamar també Emperador (266). El mateix any es va produir un atac marítim dels gots a la costa gal·la, rebutjat per Pòstum. Les forces que van combatre els gots, reunides a Magúncia, es van rebel·lar i van aclamar Emperador al General Ulpi Corneli Lelià, però Pòstum el va assetjar (266). El 267 les forces de Pòstum, que assetjaven Magúncia, i que havien vençut als germànics, van prendre la ciutat, però Pòstum no va permetre el seu saqueig i llavors els soldats el van assassinar al costat del seu fill Pòstum II, i també a Lelià, i van proclamar Emperador a l'altre fill Victorí, que va associar al govern a la seva mare Victorina. El General daci Aureol es va sublevar a Itàlia i també es va proclamar Emperador (267) mentre el general Causisoleu, lleial a Gal·liè, derrotava i donava mort al pirata isàuric Gai Anni Trebelià.
El 267 els hèruls van partir amb naus des de Crimea i van assolar Grècia arribant fins a Atenes, Corint i Esparta. En aquest mateix any va ser assassinat Odenat II pel seu cosí Meoni i el va succeir el seu fill Vabalat (Uahballat) sota regència de la seva mare Bat Zabbai (Zenobia), qui mesos després es va independitzar de Roma (268). Aquest mateix any els francs van tornar a assolar les Gal·lies i la Tarraconense i potser altres províncies d'Hispània, però Victorí va aconseguir controlar-los. Però els gots van travessar el Danubi i van ocupar Macedònia, Grècia i les illes incloent Xipre i Rodes, i la costa de l'Àsia Menor, mentre un altre grup de gots va envair Mesia cap a Macedònia, amb intenció de tallar les comunicacions entre Occident i Orient.
Una conspiració de generals va provocar que Gal·liè fos assassinat poc després per un dels seus soldats, quan intentava sotmetre a Aureol i va pujar al tron imperial el principal conspirador, el general dàlmata Marc Aureli Claudi, anomenat després Claudi II el Gòtic, comandant de cavalleria de rang eqüestre, aclamat per les legions d'Il·líria (24 de març del 268) i reconegut pel Senat, mentre les legions d'Àfrica proclamaven a Api Claudi Censorí, que es va negar primer a acceptar el càrrec, però quuan finalment ho va fer, va imposar una disciplina tan rígida als seus soldats que aquests es van rebel·lar i li van donar mort després de set dies de govern, com havia ocorregut abans amb Saturní.
Claudi va sotmetre a Aureol (al que va capturar després de prendre Milà, fent-ho executar), i va rebutjar una invasió dels alamans cap a Itàlia (268) però a l'any següent va haver de permetre l'assentament dels gèpids al nord de Dàcia, que de fet ja estava en poder d'hordes de gots, mentre Zenobia s'apoderava d'Egipte. Però a l'any següent va aconseguir una victòria decisiva sobre els gots a Naisus (269). Claudi va morir de pesta a Sírmium el 270, després d'haver aconseguit controlar els atacs germànics (si bé aquest mateix any els alamans i marcomans van envair Itàlia, però després de diverses alternatives van ser rebutjats).
El mateix any va morir Victorí (que el 269 havia reprimit sagnantment una rebel·lió de la ciutat d'Autun, bastió dels gals partidaris de Roma contraris a l'autonomisme, que va estar set mesos assetjada) i un ferrer anomenat Marc Aureli Màrius va ser proclamat Emperador, però va ser aviat assassinat succeint-lo Tètric I, governador d'Aquitània amb el seu fill Tètric II com a Cèsar (s'ignora igualment si Marius i Tètric van governar a la Tarraconense).
A la mort de Claudi el Gòtic va ser proclamat el seu germà Marc Aureli Quintil per les legions d'Itàlia, però les legions de Pannònia van aclamar al general (probablement panoni) Luci Domici Aurelià, comandant de cavalleria de rang eqüestre, que va ser reconegut pel Senat i Quintili es va suïcidar després de 17 dies de regnat. Aurelià va poder restaurar l'autoritat imperial sobre la totalitat de l'imperi, sobretot després de la reconquesta parcial d'Egipte (271), la victòria sobre Zenobia de Palmira (272), la reconquesta total d'Egipte (273), i la submissió de Tètric I (274). Amb els iatungs, vàndals, sueus i sàrmates es van concertar tractats de pau, i una victòria amb els gots va permetre també arribar a un acord pel qual se'ls cedia gran part de la província de Dàcia (270) pel qual els colons s'havien de concentrar a les noves províncies de la Dàcia Ripense i la Dàcia Mediterrània (271). Els alamans, juts i vàndals que van envair Itàlia, van ser derrotats (271) encara que el perill va ser tan gran que es va iniciar la construcció de grans muralles a Roma (les anomenades Muralles Aurelianes), i el 272 es va prendre Palmira i part d'Egipte i es va sufocar una rebel·lió a Alexandria, amb un nou pretendent al capdavant. El 273 Palmira, que s'havia rebel·lat, va ser arrasada, Egipte totalment sotmès i Tètric vençut a Catalaunum, i després es va sotmetre Britànnia i part de les Gal·lies (Tètric, que residia a Trèveris, es va sotmetre el 274).
Aurelià va ser assassinat el 275 en un complot organitzat pel llibert Mnester. En aquell any o més probablement ja el 276, l'onada més important de bàrbars germànics va penetrar a la Gàl·lia i la Tarraconense, formada per prop de mig milió de persones (guerrers, famílies, esclaus, aventurers..., en una xifra estimada de 450.000). Valerià va obligar els curials, els membres dels consells municipals, a buscar gent per portar les terres abandonades, o si no n'hi hagués haurien de pagar el tribut meritat per aquestes terres de la seva pròpia butxaca. A la mort d'Aurelià l'exèrcit va demanar al Senat l'elecció d'Emperador, i encara que el Senat va intentar eludir la designació, i durant sis mesos el tron va romandre vacant, finalment va accedir a la designació,que va recaure en el degà de l'òrgan, l'italià Marc Claudi Tàcit (25 de setembre del 275), que comptava 75 anys.
Marc Claudi Tàcit va voler governar a l'estil de Trajà, però aviat va ser assassinat per tropes sublevades (abril del 276). El seu germanastre, Marc Antoni Florià va ser proclamat emperador per algunes legions i reconegut pel Senat, però les legions d'Orient van proclamar a Marc Aureli Probe, destacat general d'origen panoni, que va vèncer a Florià (assassinat pels soldats) i va ser reconegut al seu torn pel Senat. Probe va ajustar la pau amb Pèrsia (277), va eliminar els invasors germànics, dels quals en va matar un gran nombre, i a altres molts els va establir en diversos punts (277-280), entre ells als francs a les Gal·lies; molts germànics van ser admesos a l'exèrcit; els borgonyons i vàndals silinges que van envair Rècia, i els blemmies que van envair Egipte, van ser rebutjats (278) i aquests últims sotmesos a l'any següent; el 279 es va renovar la pau amb Pèrsia i va ser sufocada una rebel·lió dels isauris; a l'any següent els germànics van renovar les seves incursions a les Gal·lies, i quan el general lígur Tit Ili Pròcul va ser proclamat Emperador per les legions, va aconseguir rebutjar-lo, però després es va lliurar als plaers, i els germànics van tornar a l'atac; la flota del Rin al comandament del General Quint Bonós (lleial a Probe) va ser incendiada (280) i Bonós, davant del desastre i les possibles represàlies, es va fer proclamar Emperador. Probe va derrotar a Pròcul que va ser executat (281) i Bonós, derrotat al seu torn, va fugir a Colònia on es va suïcidar.
L'any següent es va combatre contra els sàrmates i els quades, i es van reprendre les lluites amb Pèrsia; la rebel·lió dels bagaudes de la Gàl·lia va concloure amb la derrota dels caps insurrectes Armand i Elià; però l'exèrcit que s'ocupava d'assecar els pantans de Sírmium, lloc d'origen de Probe, es va amotinar i Probe va ser assassinat. El prefecte del pretori, Marc Aureli Car va ascendir al tron, i va designar Cèsars als seus fills Carí i Numerià, vencent la resistència d'un rival a la regió de Verona.

## Recuperació de l'ordre: Dioclecià
A l'any següent (283) Car va organitzar una expedició contra Pèrsia, els inicis de la qual van ser victoriosos, però la mort de l'emperador (una profecia havia predit la mort de qui travessés el Tigris) va truncar l'ofensiva. Numerià, que es trobava amb les tropes, va ordenar el retorn, mentre el seu germà Carí feia front a una nova incursió dels Alamans. Durant el retorn de les tropes (284) Numerià (que acabava d'ajustar una pau amb Pèrsia desavantatjosa per a Roma) va emmalaltir i es va tancar a la seva tenda sota cura del seu gendre Arri Àper, prefecte del Pretori, i al cap d'uns dies se'l va trobar cadàver (12 de setembre del 284). Es va obrir una investigació i un tribunal de generals va elegir emperador al cap de la guàrdia pretoriana Valeri Aureli Diocles, anomenat Dioclecià (17 de setembre del 284), d'origen dàlmata, que va declarar a Aper culpable de la mort de Numerià i el va fer matar. Carí no estava disposat a sotmetre's al nou Emperador, i mentrestant les legions de Pannònia llançaven la proclamació com a emperador del seu governador, anomenat Julià. Carí va vèncer a Julià, que va morir (284) i va marxar contra Dioclecià al qual va vèncer a Margus (Mèsia Superior), però va ser assassinat per un tribú de les seves pròpies tropes a causa d'una disputa personal referida a la dona del tribú. Llavors Dioclecià va ser reconegut com a Emperador únic, associant al govern (amb el títol d'August i el govern d'Occident), al seu amic el General Maximià.